# Tagish (Yukon)
Tagish ist ein Ort im kanadischen Yukon südöstlich von Whitehorse, unweit der Grenze zu British Columbia.
Der Ort liegt zwischen den beiden Seen Marsh Lake und Tagish Lake am Fluss Tagish River. 45 der 222 Einwohner, die 2006 von Statistics Canada gezählt wurden, waren Angehörige der regionalen First Nations, vor allem der Carcross/Tagish First Nation. Den Tagish, von denen viele in Carcross und Whitehorse leben, verdankt der Ort seinen Namen.

## Geschichte
Die Tagish lebten ursprünglich nomadisch und traten erst nach 1800 in Kontakt mit indianischen Zwischenhändlern im Pelzhandel. Dies hing damit zusammen, dass die begehrten Fischotter wegen ihres Pelzes bereits um 1825 fast ausgerottet waren, was die Nachfrage nach Pelzen aus dem Hinterland verstärkte. Die Tagish betätigten sich nun als Fallensteller und handelten mittelbar mit den an der Küste ansässigen Tlingit, die ein Handelsmonopol durchsetzten. Durch die engen Kontakte mit den Tlingit ähnelte sich der Stamm in Sprache und Kultur stark an, was durch die Zuwanderung zweier Clans aus zwei verschiedenen Moietys verstärkt wurde.

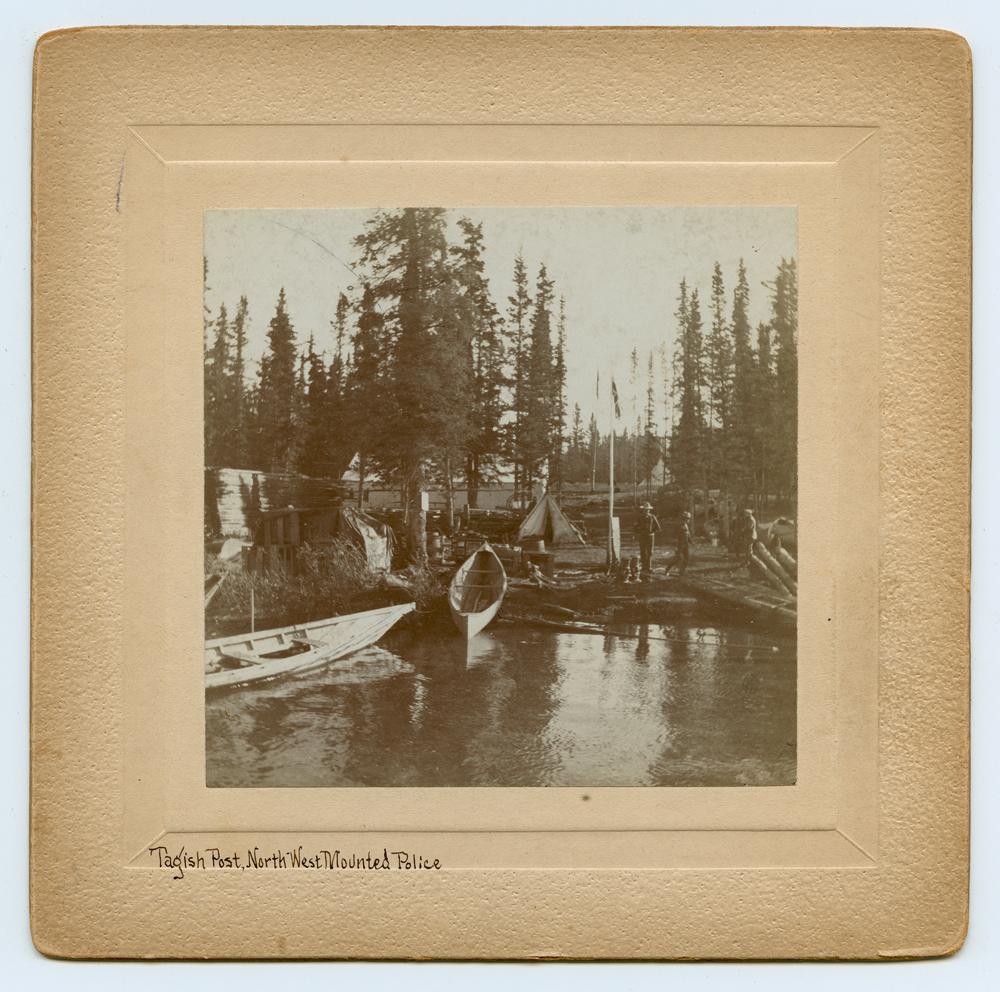
Tagish Post, Posten der North West Mounted Police, zwischen 1896 und 1899

Während des Klondike-Goldrauschs betätigten sich viele Tagish als Lastenträger, da sie selbst keine Claims erwerben durften, doch starben viele von ihnen an bis dahin unbekannten Krankheiten, wie Pocken und Masern. Die Tagish waren vor allem deshalb betroffen, weil viele der 100.000 Männer auf der Suche nach Gold den Yukon Richtung Dawson hinabfuhren. Dazu machten sie am Lake Bennett, Tagish Lake oder am Marsh Lake Zwischenhalt, um Boote zu bauen.
Mit dem Bau des Alaska Highway kamen Zehntausende Straßenarbeiter in das Yukon-Territorium, die Einwohnerzahl von Whitehorse stieg rapide an. 1948/49 wurde die Strecke für den privaten Verkehr freigegeben. Die Tagish wurden im gleichnamigen Ort zur Minderheit.
Bis in die 70er Jahre mussten die Indianer so genannte Residential Schools besuchen, in denen den Kindern der Gebrauch ihrer Muttersprache streng untersagt war. 1991 starb die letzte Sprecherin der Tagish-Sprache, Angela Sidney. Zudem waren sie gewalttätigen Übergriffen und sexuellem Missbrauch ausgesetzt, wie in zahlreichen dieser Schulen.
Die Tagish waren eine der treibenden Kräfte beim Aufbau des Council for Yukon Indians, aus dem 1995 der Council for Yukon First Nations hervorging. Er verhandelte um Landrechte, Nutzungsrechte und Wiedergutmachung.
Der Tagish Lake wurde weltweit bekannt, als im Taku-Arm, der den nordöstlichen Arm des Sees bildet, am 18. Januar 2000 ein über 200 Tonnen schwerer Meteorit einschlug, der ein Alter von mehr als 4,5 Milliarden Jahren aufweist.